# Renaissance de San Francisco

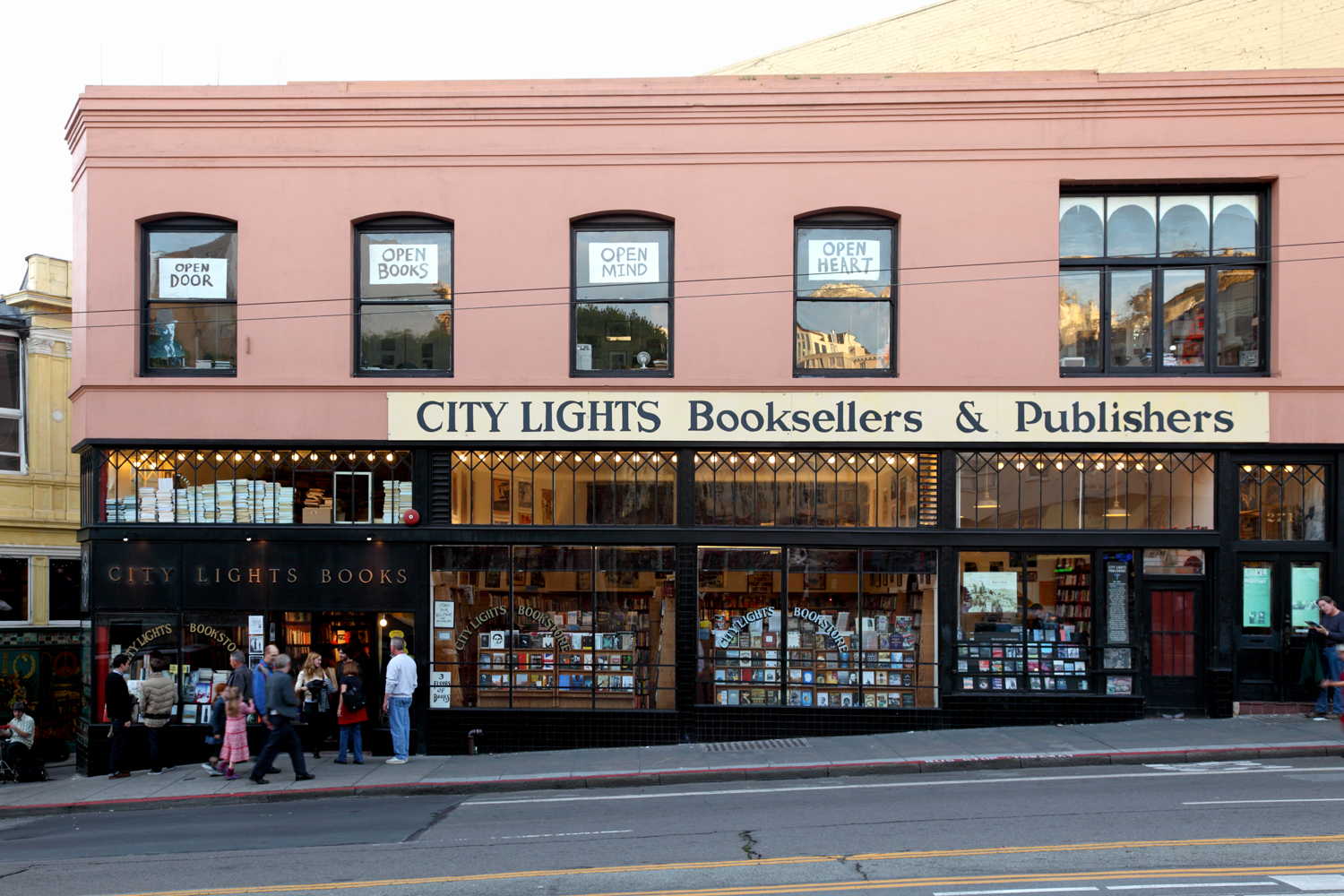
Une librairie sur l'Avenue Columbus, une des avenues majeures de San Francisco.

La renaissance de San Francisco désigne une période d'effervescence en matière de poésie, de littérature et de créations artistiques en général, que connut la ville de San Francisco, aux États-Unis, entre 1945 et 1960. 
Certains artistes tels que Ralph J. Gleason ou Alan Watts définissent cette « renaissance » comme un phénomène plus global, littéraire, culturel et artistique. 
Cependant, les premières initiatives reviennent d'abord à des poètes comme Kenneth Rexroth, Madeline Gleason, Jack Spicer qui sont généralement considérés comme les fondateurs de cette renaissance, entre autres associés à des lieux comme la Lucien Labaudt Gallery of Art, dirigée depuis 1946 par Marcelle Labaudt (1896-1987).
En 1953, Peter Martin et Lawrence Ferlinghetti, lequel avait été encouragé par Rexroth, ouvrent la librairie City Lights. 
En 1955, a lieu la lecture publique à la Six gallery, point de départ du mouvement de la Beat Generation.